# ريان فايربي

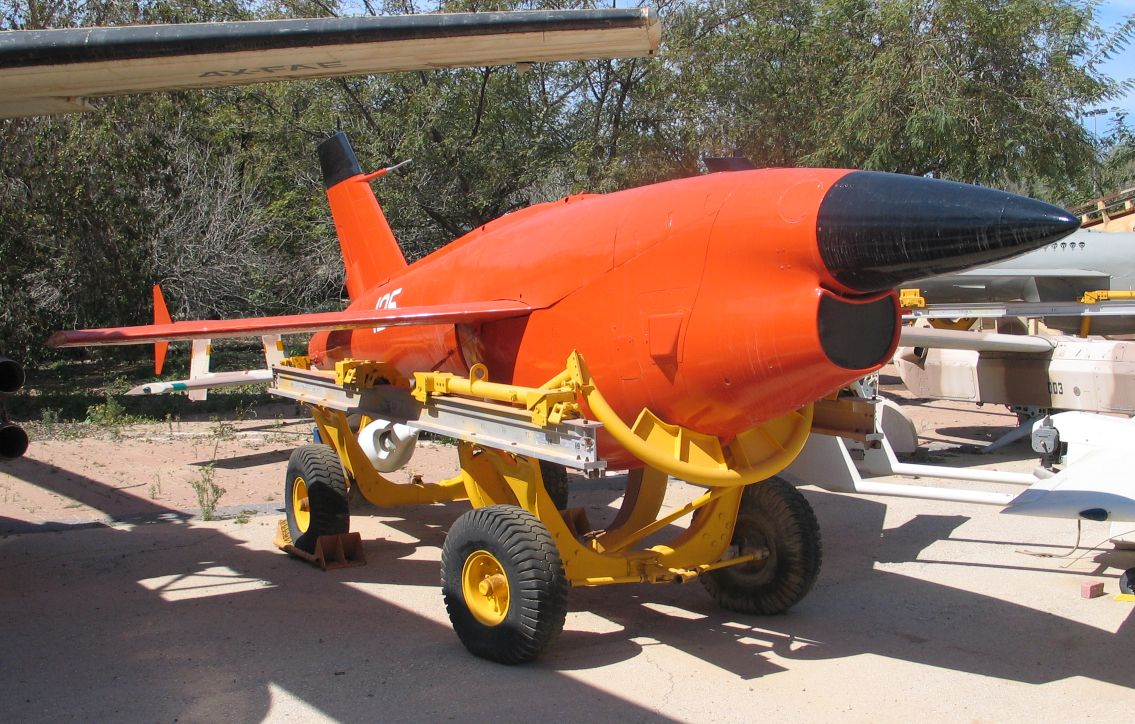
طائرة ريان فايربي

ريان فايربي (بالانكليزية: Ryan_Firebee ) هي طائرة بدون طيار، كانت واحدة من سلسلة الطائرات التي تصنعها شركة ريان ابتداءً من عام 1951م، كان من الأوائل الطائرات بدون طيار التي تعمل بالدفع النفاث، وواحدة من طائرات بدون طيار الأكثر استخداما على الإطلاق.
المستخدم الأساسي لها: القوات الجوية الأمريكية، القوات المسلحة التركية.

## الخصائص العامة
- الطاقم: لا شيء
- طول: 22 قدم 10 في (7.00 م)
- جناحيها: 12 قدم 10 في (3.91 م)
- الوزن فارغة: 1,500 رطل (680 كجم)
- الوزن الإجمالي: 2,500 رطل (1,135 كجم)
- السرعة القصوى: 710 ميل في الساعة (1,140 كم / ساعة)
- التحمل: 1 ساعة 15 دقيقة

## وصلات إضافية
- Ryan Firebee photos and drawings at San Diego Air & Space Museum Archives
- WZ5/DR5 UAV Chinese PLAAF
- RYAN BQM-34F "FIREBEE II" SUPERSONIC AERIAL TARGET
- TELEDYNE-RYAN AQM-34Q COMBAT DAWN FIREBEE
- TELEDYNE-RYAN AQM-34L FIREBEE
- RYAN AQM-34N
- RYAN BQM-34 FIREBEE